# Gouvernement van Acker III
Royaume de Belgique
Spaak II Huysmans
Le gouvernement Van Acker III est un gouvernement de la Belgique en 1946, composé de socialistes, libéraux et de communistes, qui a duré du 31 mars au 3 août.

## Composition
| Ministère                                                 | Nom                  | Parti      |
| --------------------------------------------------------- | -------------------- | ---------- |
| Premier ministre et ministre du Charbon                   | Achille van Acker    | Socialiste |
| ministre des Affaires étrangères et du Commerce extérieur | Paul-Henri Spaak     | Socialiste |
| Ministre du Rééquipement national                         | Albert De Smaele     | technicien |
| Ministre des Finances                                     | Franz de Voghel      | technicien |
| Ministre de la Justice                                    | Adolphe Van Glabbeke | Libéral    |
| Ministre du Budget                                        | Jules Joseph Merlot  | Socialiste |
| Ministre de l'Instruction Publique                        | Herman Vos           | Socialiste |
| ministre des Travaux publics                              | Jean Borremans       | Communiste |
| ministre des Communications                               | Ernest Rongvaux      | Socialiste |
| ministre du Travail et de la Prévoyance sociale           | Léon-Éli Troclet     | Socialiste |
| ministre des Affaires économiques                         | Albert Devèze        | Libéral    |
| ministre de l'Agriculture                                 | René Lefebvre        | Libéral    |
| ministre des Colonies                                     | Robert Godding       | Libéral    |
| ministre du Ravitaillement                                | Edgard Lalmand       | communiste |
| ministre de la Reconstruction                             | Jean Terfve          | communiste |
| ministre de la Santé publique et de la Famille            | Albert Marteaux      | communiste |
| ministre de la Défense nationale                          | Raoul de Fraiteur    | technicien |
| ministre de l'Intérieur                                   | Auguste Buisseret    | libéral    |
| ministre des Importations                                 | Paul Kronacker       | libéral    |